# Рогуля, Василий Тимофеевич
Васи́лий Тимофе́евич Рогу́ля  (бел. Васіль Цімафеевіч Рагуля, пол. Bazyli Rogula; 16 июня (28 июня) 1879, д. Ачукевичи, Новогрудский уезд, Минская губерния (ныне Новогрудский район, Гродненская область) — 16 июня 1955, Нью-Йорк, США) — белорусский политический и общественный деятель, публицист. Депутат польского Сейма в 1922 году и сенатор в 1928 году.

## Биография
В 1898 — окончил школу в Молодечно.
В 1900 окончил Виленский учительский институт.
Работал учителем в Минском уезде, Сморгони и Минске.
В 1906 арестован за участие в революционном движении.
Во время Первой мировой войны воевал на Западном фронте.
В 1917 вступил в Российскую социал-демократическую партию.
В 1917 — участник 1-го Всебелорусского съезда в Минске.
В 1918 преподавал в учебных заведениях Минска.
Во время польской оккупации входил в Российскую объединенную радикально-демократическую группу.
С лета 1920 в рядах Красной Армии.
В апреле 1921 вернулся в родную деревню.
В 1922 избран депутатом польского Сейма, входил в состав Белорусского посольского клуба. Один из инициаторов создания и руководителей Белорусского крестьянского союза.
В декабре 1925 являлся одним из инициаторов создания Белорусского института хозяйства и культуры (БИХиК).
В 1928 избран сенатором, однако в последующем лишен парламентского иммунитета и в течение 2 лет пребывал в заключении.
После освобождения вернулся в родную деревню. С сентября 1939 работал учителем в местной школе.
20.06.1941 — арестован. С началом Великой Отечественной войны бежал из тюрьмы.
Назначен бургомистром Дятловского района. Участник 2-го Всебелорусского конгресса.
С 1944 в Германии, затем в Бельгии.
В 1950 переехал в США. Автор воспоминаний.